# Торнтон, Мелани Джанин
Ме́лани Джани́н То́рнтон (англ. Melanie Janene Thornton, 13 мая 1967, Чарльстон, Южная Каролина, США — 24 ноября 2001, Цюрих, Швейцария) — афроамериканская певица, взлёт карьеры которой начался в Германии, солировавшая в популярной группе La Bouche и известная такими хитами 90-х как «Be My Lover», «Sweet Dreams», «Fallin' In Love» и другими. Её жизнь трагически оборвалась в авиакатастрофе, произошедшей в ноябре 2001 года в Швейцарии. Памятные публике сольные композиции Мелани включают хиты «Love How You Love Me», «Wonderful Dream», «Memories» и «Heartbeat».

## Биография
Мелани Джанин родилась в Чарльстоне, штат Южная Каролина (США), и уже с 6 лет начались её занятия пением параллельно с уроками игры на пианино и кларнете. Её мать любила слушать записи Ареты Франклин, Роберты Флэк — признанных соул-певиц того времени. Девочка любила повторять песни, услышанные по радио и на телевидении. Позже ей даже удавалось зарабатывать на учёбу в колледже, исполняя песни в популярных шоу и на концертах музыкальных групп. Она стала частой посетительницей клуба The Peacock Lounge, где сама вызывалась участвовать в джем-сейшенах с выступавшими группами.
Она долгое время мечтала о музыкальной карьере и в феврале 1992 года её мечта начала воплощаться в жизнь. Она переехала в Германию к сестре, которая жила там со своим мужем, американским военным, дядя которого, Боб Чисолм, певец и пианист, убедил Мелани попробовать выступать на сценах немецких ночных клубов. До этого у неё уже был опыт выступления с коллективом Danger Zone из Мейкона, Ga., что позволяло заработать до 50 долларов за ночь. Боб уверял, что в Германии можно зарабатывать по 150 долларов за ночь. Она попыталась и вскоре уже работала на студиях, записывающих демоверсии песен. Одна из записей, «Sweet Dreams», была показана продюсеру Фрэнку Фариану, создателю таких известных групп как Boney M., Eruption, Milli Vanilli, FAR Corporation и многих других.
Фрэнк стал заниматься продвижением Мелани, её дуэт с рэпером Лэйном МакКреем получил название La Bouche, по-французски «рот». Новый коллектив ждал большой международный успех как в Европе, так и в Северной Америке. Первый альбом «Sweet Dreams» и целая серия синглов к нему разошлись миллионными тиражами. Однако следующий CD, получивший название «A Moment Of Love», несмотря на возросшее исполнительское мастерство участников группы и более качественный музыкальный материал, пользовался меньшим коммерческим успехом (это, в основном, касается США), хотя в Европе он продавался стабильно. Падение тиражей заставило Фрэнка Фариана вновь обратиться к ориентации La Bouche на коммерческий дэнс-поп, поскольку дистрибьюторов в лице медиагруппы BMG интересовала исключительно финансовая сторона дела. Однако Мелани хотела продолжить именно то направление в своём творчестве, которое было намечено во втором альбоме дуэта (а именно — среднетемповые мелодичные композиции). Фрэнк Фариан понимал её устремления, поэтому не препятствовал Мелани в её желании начать сольную карьеру. Продюсер и певица расстались друзьями.
В 2000 году Мелани покинула La Bouche, (её место заняла известная исполнительница Наташа Райт) и заключила контракт с X-cell Records/Sony Music Germany. Первый сольный сингл «Love How You Love Me» был выпущен в ноябре 2000 года (в оригинале — баллада, на CD-версии также присутствовали танцевальные ремиксы).
Новый сингл был представлен публике 29 ноября 2000 года в передаче Spendenmarathon, а 1 декабря — в берлинском Dome. Для последующей песни было выбрано название «Heartbeat».
7 мая 2001 года выпускается первый соло-альбом певицы «Ready To Fly» на лейбле X-Cell (распространитель — Sony/Epic Records). Выступления в клубах отныне помечались как «Мелани Торнтон из группы La Bouche».

## Обстоятельства гибели
Ночью 24 ноября 2001 года Мелани погибла в авиакатастрофе рейса Crossair 3597 неподалёку от аэропорта Бассельдорф (пригород Цюриха). После выступления в Лейпциге она уехала в Берлин, откуда вылетела в Цюрих для участия в промоушене своего сингла «Wonderful Dream (Holidays Are Coming)» и нового альбома «Ready To Fly» («Готова к полёту»).
Передача «Die Bar» на TV3, где планировалось участие певицы, была отменена, а песня «Wonderful Dream», написанная по заказу немецкого отделения компании Coca-Cola к Рождеству, осталась в эфире в Германии, Великобритании, Бельгии и Голландии.
С тех пор каждый год в Рождественские праздники песня Мелани «Wonderful Dream» («Прекрасная мечта») неизменно возвращается на высокие позиции немецкого чарта.
25 ноября 2002 года в память о погибшей певице выпущен сингл «In Your Life», спродюсированный Фрэнком Фарианом, но не выпущенный ранее. На эту песню позже был снят специальный клип-посвящение Лэйна МакКрея и MCI/BMG. Сингл имел успех и попал на высокие позиции американских клубных чартов.

## Место захоронения
Mount Pleasant Memorial Gardens, 1308 Mathis Ferry Road, Mount Pleasant, South Carolina 29464, USA (США).

## Реальное совпадение
Мелани погибла спустя ровно три месяца после того, как при тех же обстоятельствах погибла известная поп-певица Алия.

## Другие факты биографии
- У Мелани было двойное гражданство США и Германии.
- Известно, что Мелани была религиозна и, как и множество других музыкантов с афроамериканскими корнями, всегда молилась перед выступлениями.
- Название дуэта La Bouche родилось после того, как Мелани исполнила пробное соло во время демозаписи в студии. Заключительные аккорды она спела, широко раскрыв рот, чтобы передать всю мощь своего голоса. Это подтолкнуло продюсеров дать будущей группе именно такое название — «Рот». Но для придания большей пикантности, было решено перевести это слово на французский — La Bouche.

## Дискография

### Синглы
- Love How You Love Me (November 6, 2000 with music video)
- Heartbeat (April 9, 2001 with music video)
- Makin' Oooh Oooh (Talking About Love) (September 3, 2001 with music video)
- Wonderful Dream (Holidays Are Coming) (November 26, 2001, re-released November 24, 2003 with music video)
- Wonderful Dream (Holidays Are Coming)(8-см CD)(November 15, 2004)
- In Your Life (November 25, 2002 with music video.)

### Альбомы
- Ready To Fly (May 7, 2001)
- Ready To Fly (New Edition) (November 26, 2001)

### Сборники
- Best of La Bouche feat. Melanie Thornton (May 21, 2002)
- Memories — Her Most Beautiful Ballads (December 1, 2003)

## Проекты и группы, в которых участвовала певица
- Danger Zone
- Schnapka
- Groovin' Affairs
- Le Click (композиция Tonight Is The Night)
- La Bouche (композиции Sweet Dreams, Be My Lover, All Mixed Up, A Moment of Love, SOS, The Best of La Bouche)
- Men Behind (Feel the Life, How Can I?)
- Orange Blue (If You Wanna Be My Only
- Comic (I Surrender To Your Love)
- Joy-Lab
- Hystery
- DJ BoBo («Love of My Life»)
- Loop
- Melanie Thornton

### На английском языке
- Melanie Thornton (англ.) на сайте Internet Movie Database
- Melanie Thornton at Findagrave.com
- Dance artist info page on the singer

### На немецком языке
- Audio file of live interview given by the singer in Leipzig, Germany on May 24, 2001
- Text and audio of one of her final interviews, given on September 6, 2001
- Image page featuring stills from her final concerts